# Biểu tượng cộng sản

Quốc huy Liên Xô một trong những biệu tượng lớn của Chủ nghĩa cộng sản

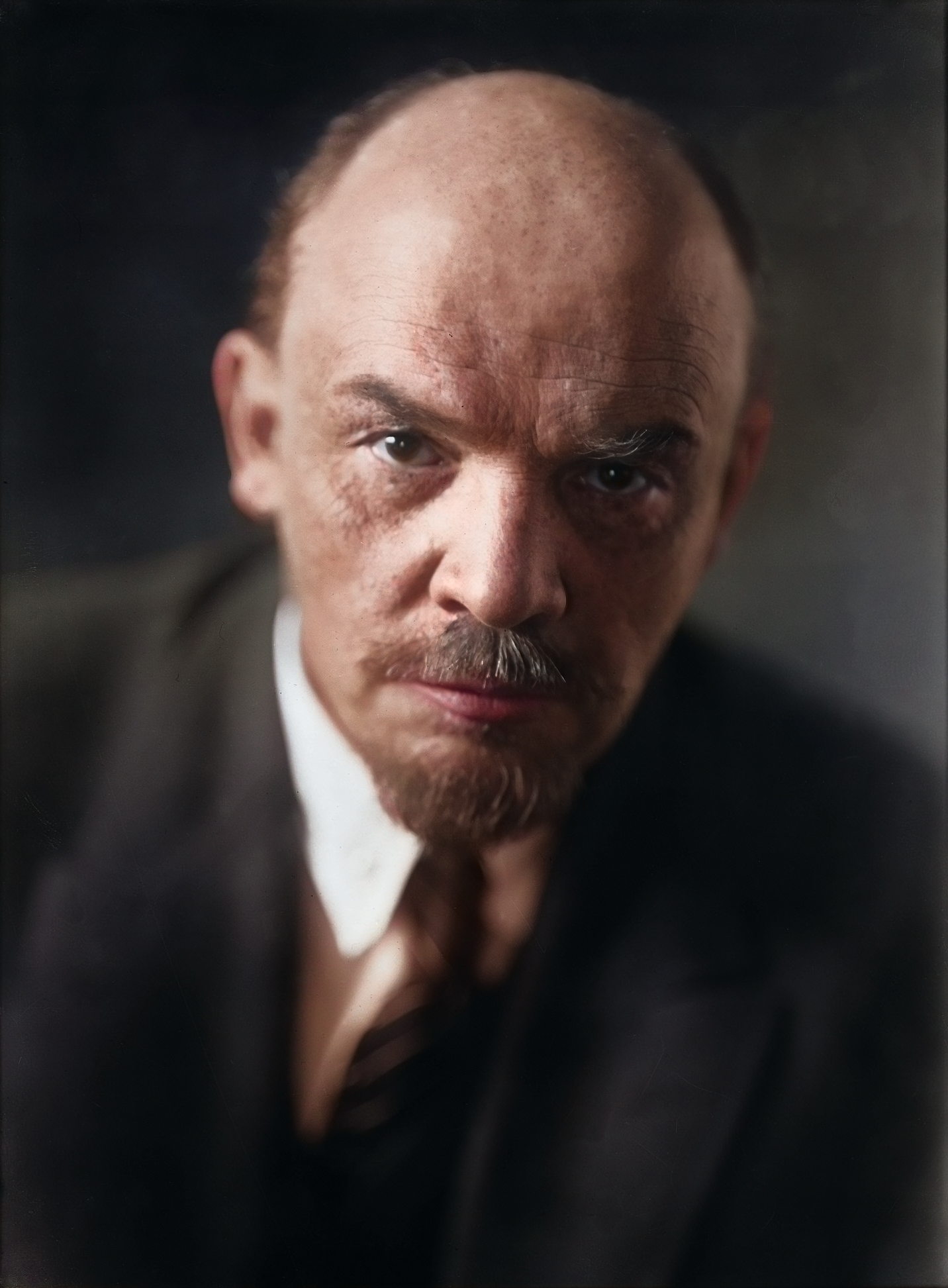
Vladimir Lenin

Biểu tượng cộng sản là các biểu trưng, hình tượng có tính biểu thị và đại diện cho chủ nghĩa cộng sản dành cho nhiều chủ đề và vấn đề bao gồm cách mạng, giai cấp vô sản, giai cấp nông dân, công nghiệp-nông nghiệp, hoặc đoàn kết quốc tế, tình bẵng hữu quốc tế. Các nhà nước cộng sản, các đảng phái và phong trào cộng sản sử dụng những biểu tượng này để thúc đẩy và tạo ra sự đoàn kết trong sự chính nghĩa. Những biểu tượng này thường xuất hiện với màu vàng trên nền đỏ. Quốc kỳ của Liên Xô kết hợp một ngôi sao màu đỏ viền vàng và một hình búa liềm màu vàng trên màu đỏ. Các lá cờ của Transnistria, Việt Nam, Trung Quốc, Triều Tiên, Angola và Mozambique đều sẽ kết hợp biểu tượng tương tự dưới sự lãnh đạo toàn trị của chủ nghĩa cộng sản.
Hình tượng Búa liềm đã trở thành biểu tượng cộng sản chủ nghĩa, xuất hiện trên cờ của hầu hết các đảng cộng sản trên thế giới. Một số đảng có phiên bản sửa đổi của búa liềm làm biểu tượng của họ, đáng chú ý nhất là Đảng Lao động Triều Tiên, với thiết kế hình ảnh gồm một cái búa đại diện cho công nhân và công nghiệp, một cái cuốc đại diện cho nông dân và nông nghiệp và một cây bút lông (cây bút thư pháp và cách viết theo kiểu truyền thống) đại diện cho giới trí thức. Ngày nay, do đặc điểm tình hình chính trị, tại một số nơi thuộc khối Đông Âu cũ như Georgia, Ukraine, Latvia, Lithuania hoặc các nước khác như Hàn Quốc và Indonesia thì các biểu tượng cộng sản bị cấm và nếu công khai ở nơi công cộng với mục đích phi giáo dục bị coi là một hành vi phạm tội.

## Hình ảnh

### Búa liềm

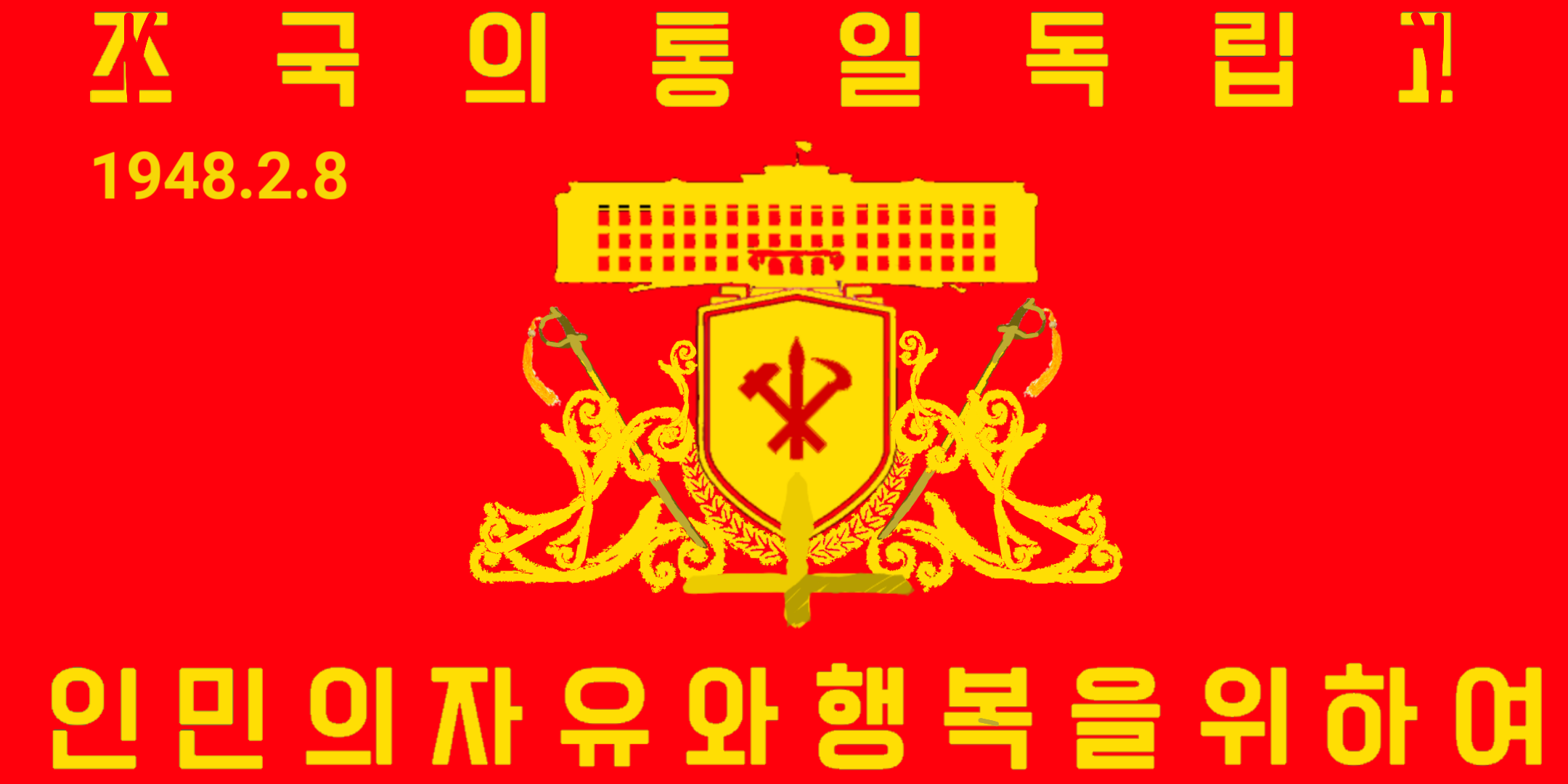
Quân đội Nhân dân Triều Tiên
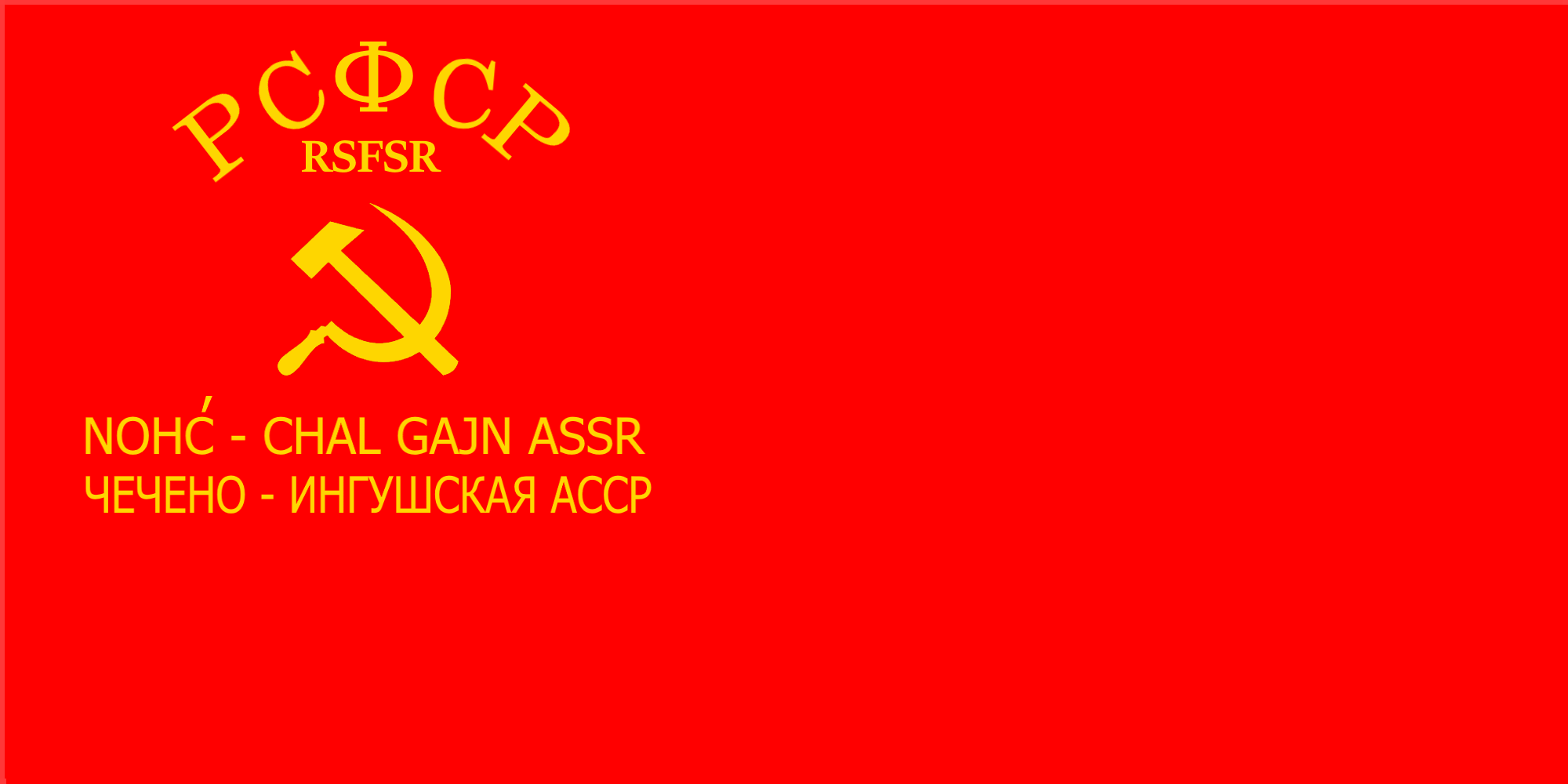
Quốc kỳ của Chechen-Ingush ASSR (1937-1944)
Mặt trận Giải phóng Nhân dân Cách mạng Thổ Nhĩ Kỳ
Quốc kỳ Liên Xô
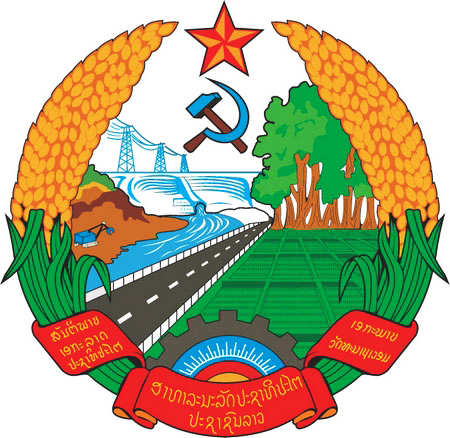
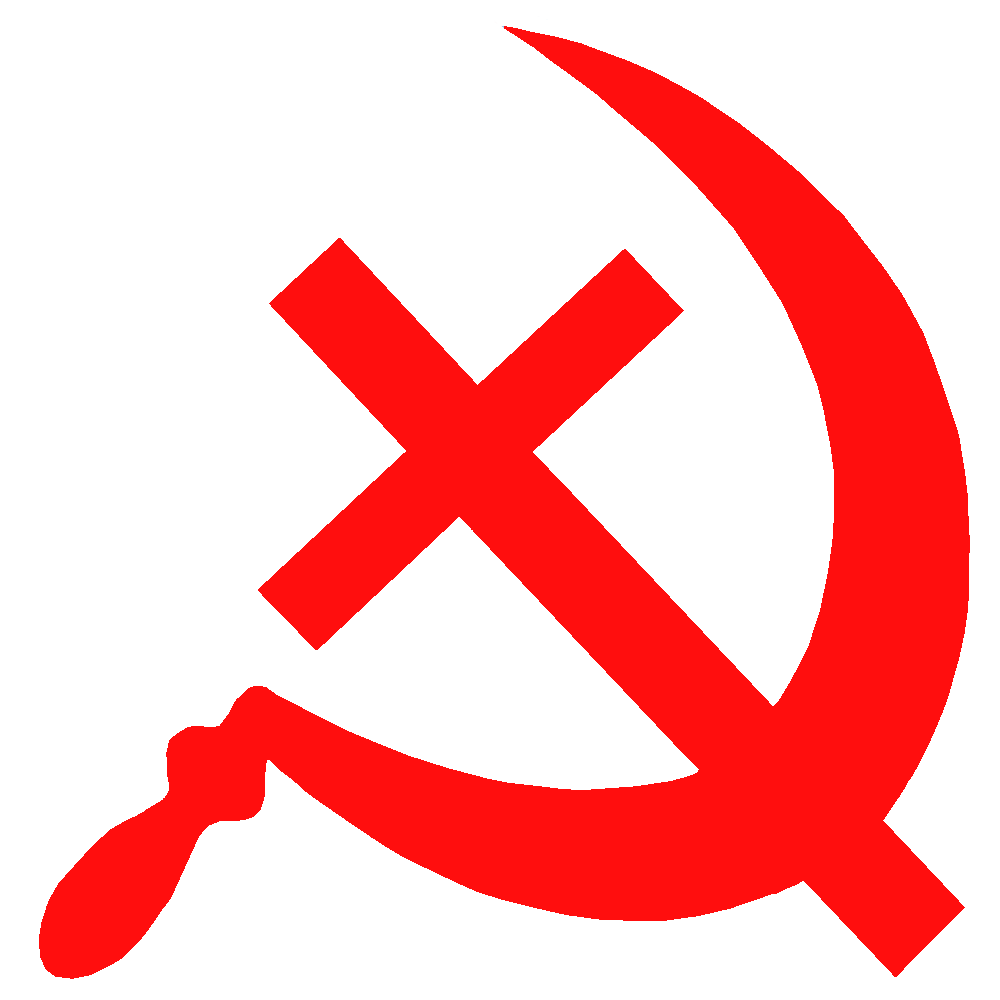

### Sao đỏ

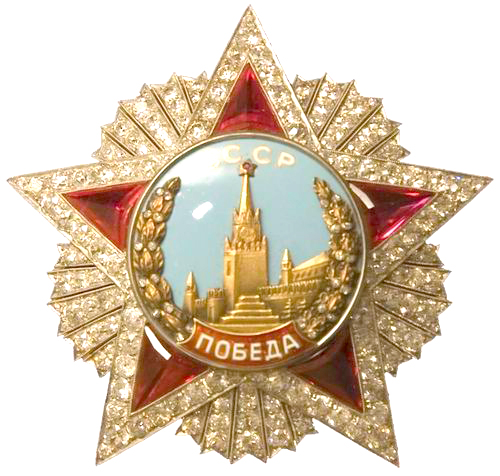

### Biểu tượng

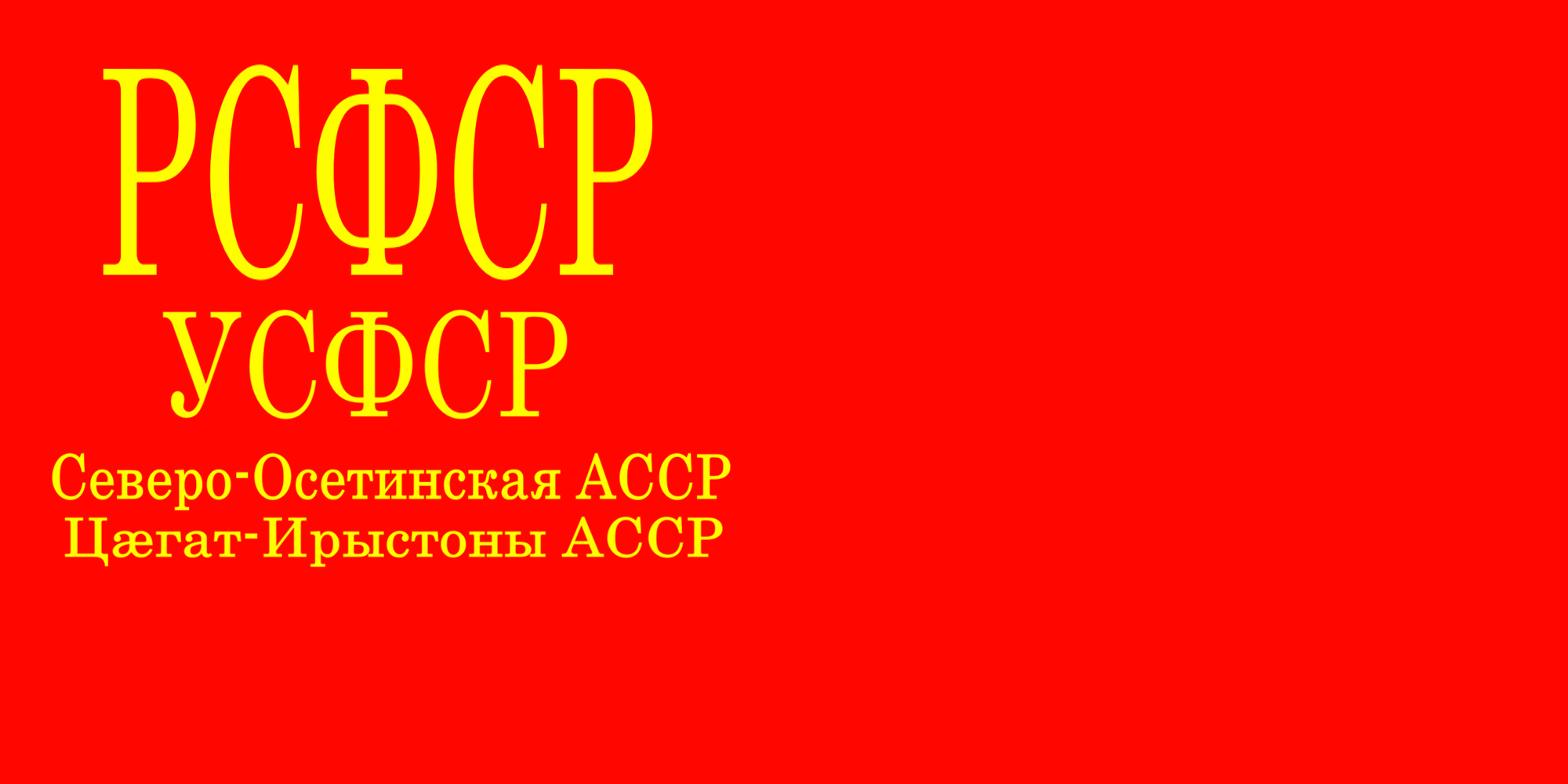
Quốc kỳ của Nam Ossetia ASSR (1938-1954)
Quốc kỳ Việt Nam
Huy hiệu Hồ Chí Minh
Huy hiệu Komsomol
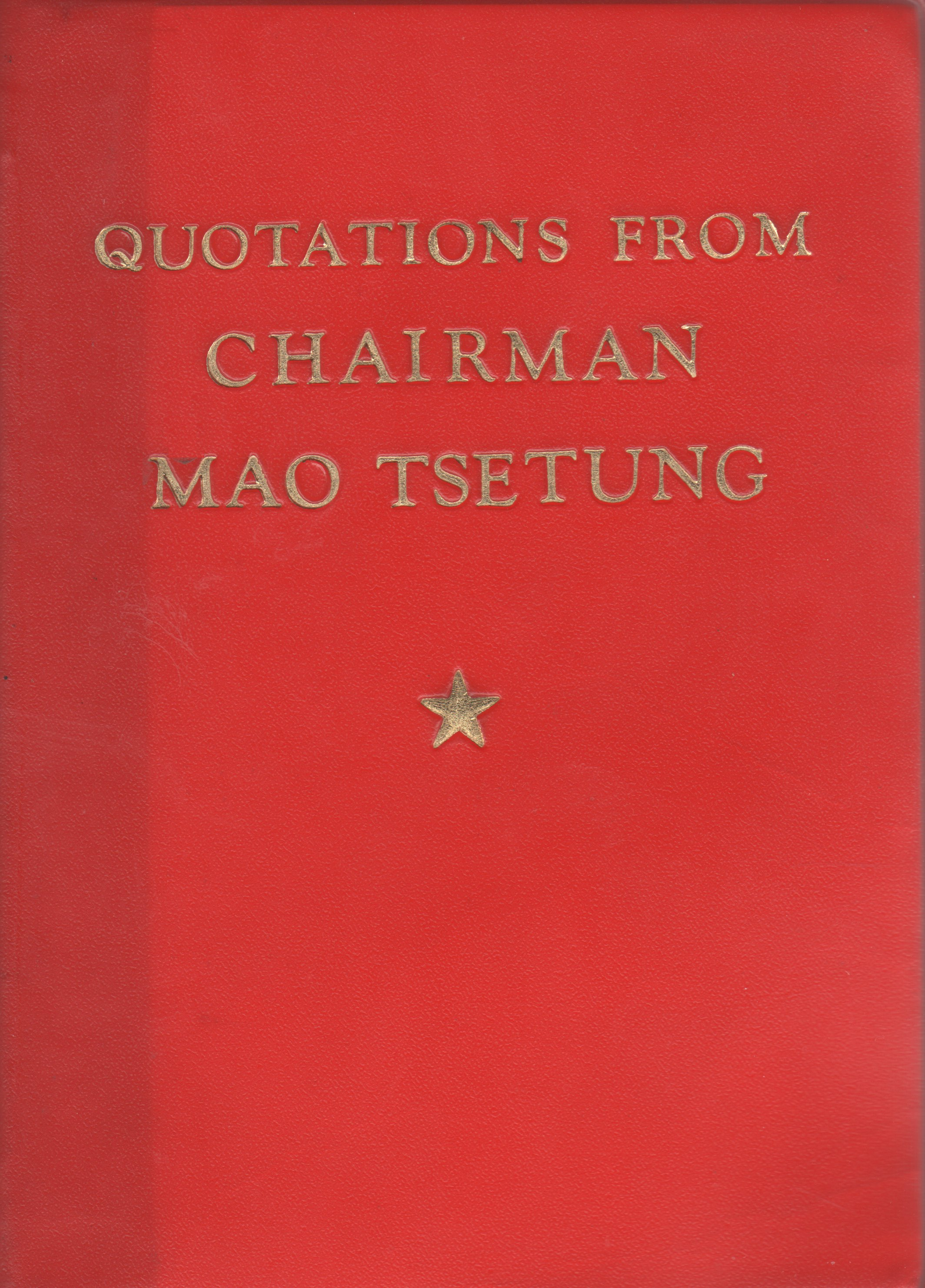
Quốc kỳ Trung Quốc
Anh hùng Che Guevara
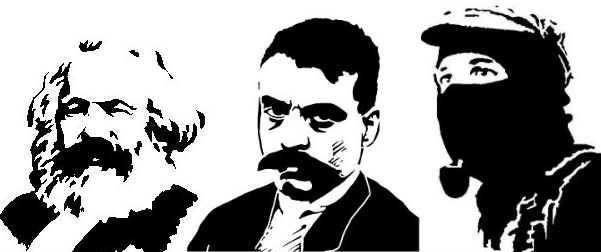
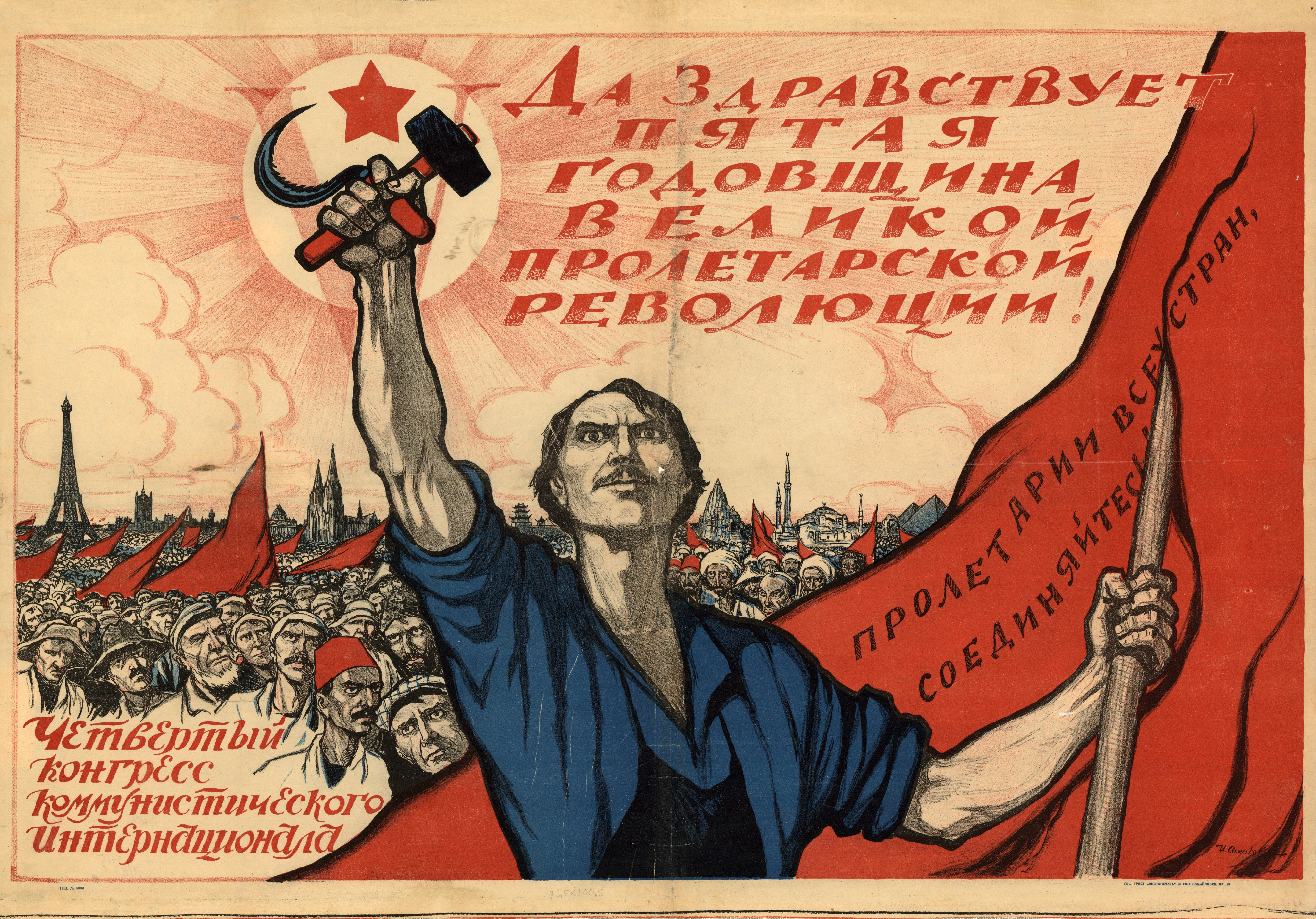
Thép đã tôi thế đấy!
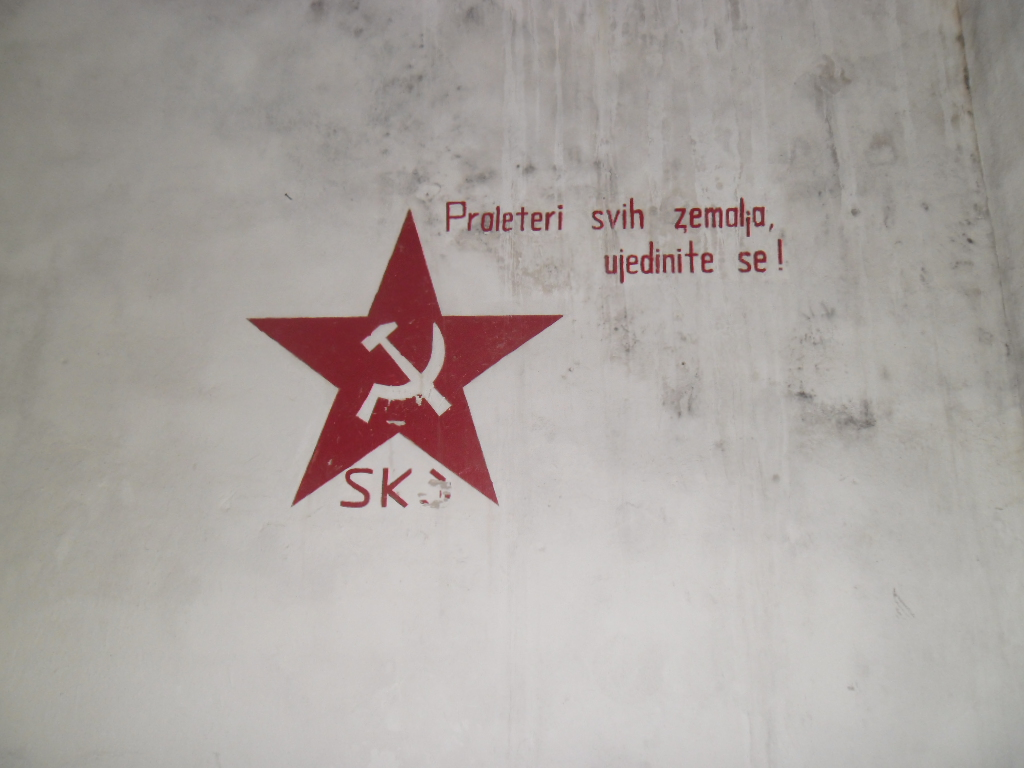
Biểu tượng của Quân đội Nhân dân Nam Tư
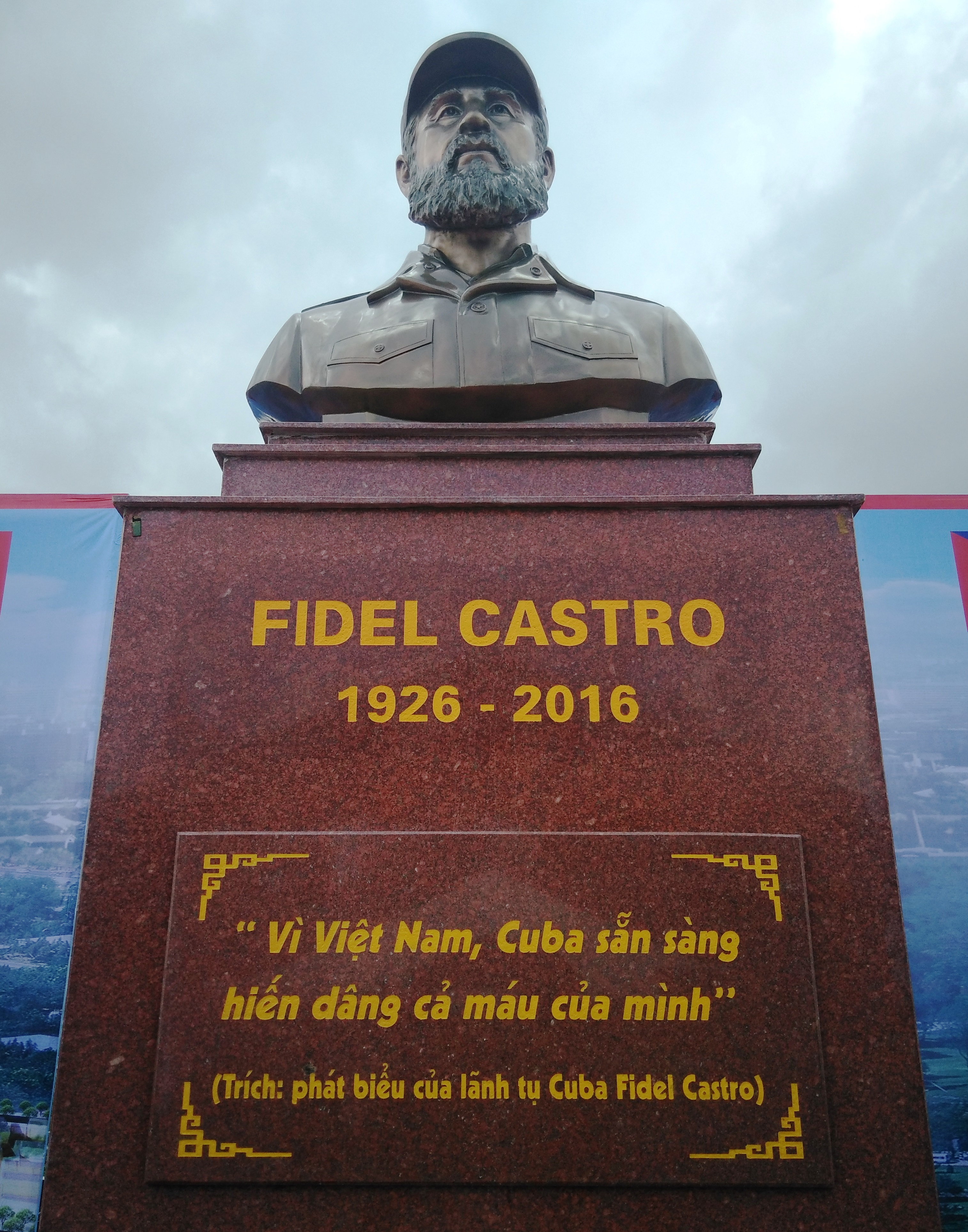
Tượng Fidel tại Công viên Fidel ở Đông Hà
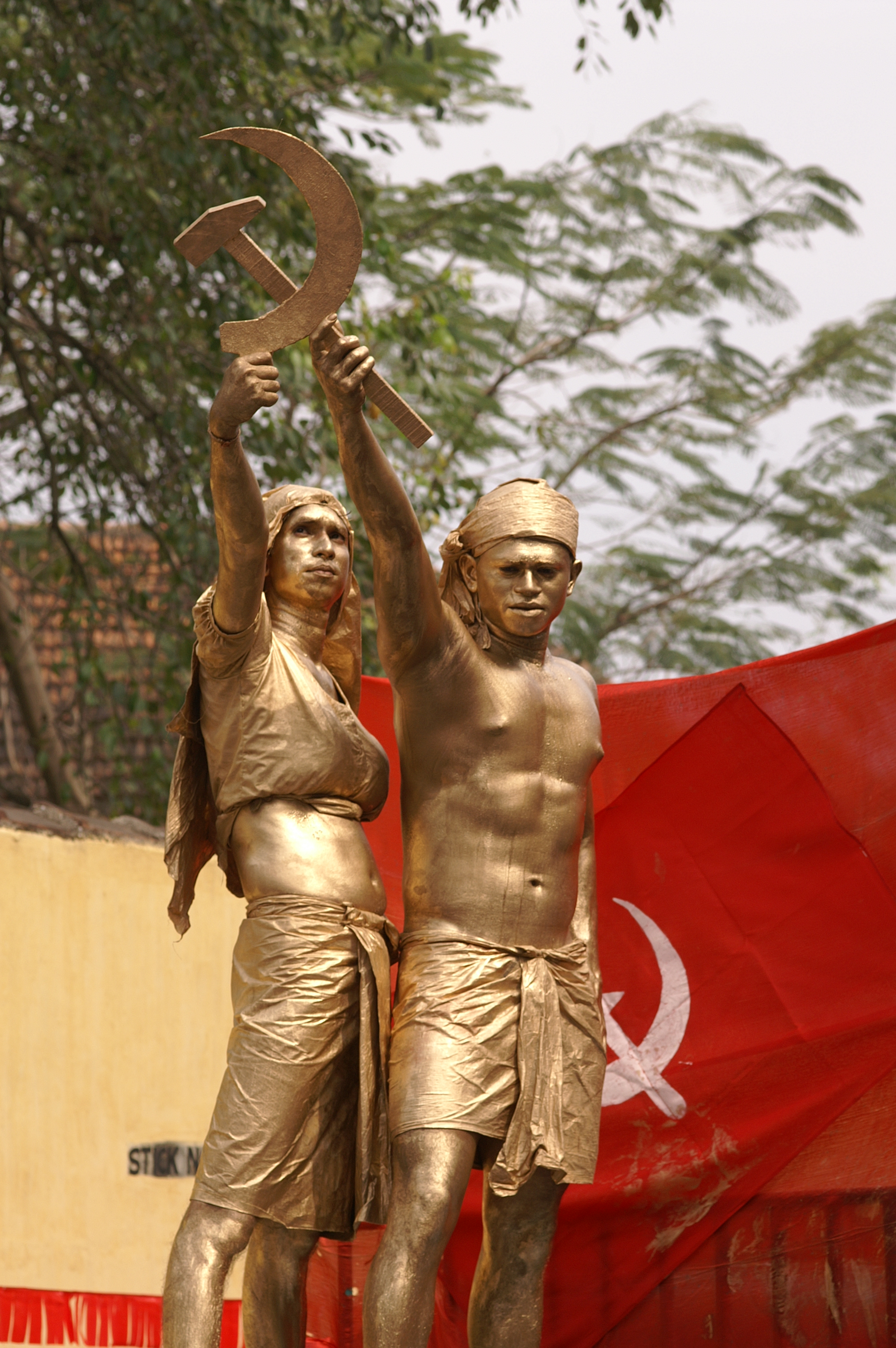
Tượng búa liềm ở bang Kerala thuộc Ấn Độ